# Aguas de Alicante
Aguas de Alicante (oficialmente, Aguas Municipalizadas de Alicante, Empresa Mixta) es la compañía responsable de la gestión del ciclo integral del agua en la ciudad de Alicante (España) y otros municipios del área metropolitana. Fundada en 1898, es una de las empresas más antiguas de España en su sector y opera bajo un modelo de gestión público-privado.

## Historia
La gestión moderna del agua en Alicante comenzó en 1898 con la traída de aguas desde los pozos de Sax, a través del denominado canal del Cid, para abastecer a una ciudad en crecimiento y con escasez de recursos hídricos. En 1953, se constituyó la actual empresa mixta entre el ayuntamiento de Alicante y la sociedad mercantil Aguas de Alicante S.A., con una participación del 50% cada una. Desde entonces, la empresa ha ampliado sus competencias, incluyendo la gestión del alcantarillado desde 1987 y la implementación de planes directores para el abastecimiento, saneamiento y reutilización de aguas depuradas.

## Actividad
Aguas de Alicante gestiona el ciclo integral del agua, que abarca la captación, potabilización, distribución, saneamiento y depuración de las aguas residuales. La empresa opera en Alicante y en otros municipios como San Vicente del Raspeig, San Juan de Alicante, El Campello, Monforte del Cid y Petrer.
La compañía ha apostado por la innovación y la digitalización en todos los ámbitos de su gestión. En 2023, presentó una nueva identidad corporativa adaptada a los nuevos tiempos y entornos, destacando su compromiso con la sostenibilidad, la innovación y el compromiso social.
Aguas de Alicante también promueve la cultura del agua a través del Museo de Aguas de Alicante, inaugurado en 2009 con motivo del 110.º aniversario de la empresa. El museo, ubicado en el casco antiguo de la ciudad, incluye los históricos Pozos de Garrigós y ofrece una experiencia educativa sobre la historia y gestión del agua en Alicante.